# Robert Z. Leonard
Robert Z. Leonard (Robert Zigler Leonard: Chicago, de Illinois, 7 de octubre de 1889 - Beverly Hills, de California, 27 de agosto de 1968) fue un director, actor, guionista y productor cinematográfico estadounidense.

## Biografía
Estuvo unos años casado con la actriz del cine mudo Mae Murray, formando parte ambos de la productora Tiffany Pictures, con la cual rodaron ocho filmes estrenados por MGM.
Fue candidato al Oscar al mejor director por las películas The Divorcee y The Great Ziegfeld. Ambas fueron nominadas así mismo al Oscar a la mejor película, ganándolo la segunda de ellas. Uno de sus títulos más extraños fue la película de cine negro de 1949 The Bribe.
Tras su primer matrimonio, en 1926 se casó con la actriz Gertrude Olmstead, con la cual permaneció unido hasta el fallecimiento de él en 1968, hecho ocurrido en Beverly Hills (California). Fue enterrado en el Cementerio Forest Lawn Memorial Park, en Glendale (California).
Por su contribución a la industria cinematográfica, Robert Leonard tiene una estrella en el Paseo de la Fama de Hollywood, en el 6368 de Hollywood Boulevard.

## Filmografía seleccionada
- The Sea Urchin (1913)
- Shon the Piper (1913)
- The Master Key (1914)

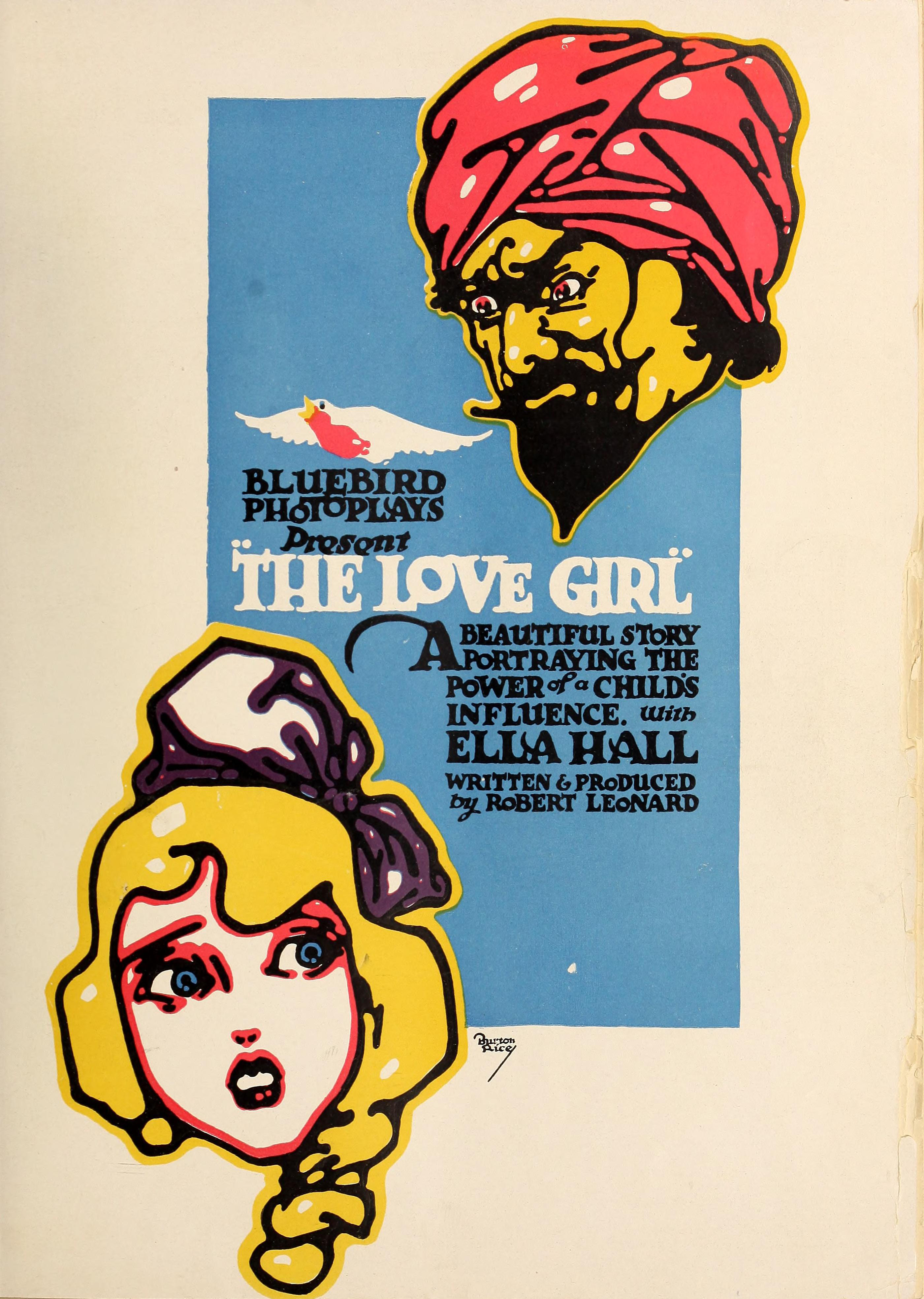
The Love Girl (1916)

- Judge Not; or The Woman of Mona Diggings (1915)
- Secret Love (1916)
- A Mormon Maid (1917)
- Danger, Go Slow (1918)
- A Little Journey (1927)
- A Lady of Chance (1928)
- The Cardboard Lover  (1928)
- The Divorcee  (1930)
- Susan Lenox (Her Fall and Rise)  (1931)
- Dancing Lady (Alma de bailarina) (1933)
- After Office Hours(1935)
- Piccadilly Jim  (1936)
- The Great Ziegfeld  (1936)
- Maytime (1937)
- The Girl of the Golden West (Ciudad de oro) (1938)
- The New Moon (1940)
- Pride and Prejudice  (1940)
- Ziegfeld Girl (1941)
- Week-End at the Waldorf (Fin de semana) (1945)
- In the Good Old Summertime (1949)
- Duchess of Idaho  (1950)
- The Bribe (Soborno) (1949)
- Her Twelve Men  (1954)
- Kelly and Me (1957)

## Premios y distinciones
Premios Óscar
| Año  | Categoría                  | Película         | Resultado |
| ---- | -------------------------- | ---------------- | --------- |
| 1930 | Óscar a la mejor dirección | La divorciada    | Nominado  |
| 1937 | Mejor Director             | El gran Ziegfeld | Nominado  |